# Église Saint-Constantin-et-Sainte-Hélène de Bočac
Pour les articles homonymes, voir Église Saint-Constantin-et-Sainte-Hélène.
L'église Saint-Constantin-et-Sainte-Hélène (en serbe cyrillique : Храм Св. цара Константина и Јелене ; en serbe latin : Hram Sv. cara Konstantina i Jelene) est située en Bosnie-Herzégovine, sur le territoire du village de Bočac et sur celui de la Ville de Banja Luka.